# Arturo Berutti
Arturo Berutti (également Arturo Beruti) (14 mars 1858 à San Juan - 3 janvier 1938 à Buenos Aires) est un compositeur argentin.

## Biographie
Ce musicien argentin est le petit-fils d'Antonio Luis Berutti, acteur de l'indépendance argentine et homme politique, et un frère du musicien et compositeur Pablo M Berutti (ca). À partir de 1880, il étudie le droit à l'Université de Buenos Aires pendant deux ans. Cependant, il se fait bientôt connaître dans la capitale argentine pour ses qualités de compositeur. Le gouvernement national lui donne une bourse pour aller étudier en Europe.
En mai 1884, il entre au Conservatoire royal de musique de Leipzig où il a comme professeurs Carl Reinecke et Salomon Jadassohn. Après son diplôme, il va se perfectionner à Paris (1889), puis en 1890, à Milan. Dans cette ville, il crée ses deux premiers opéras Vendetta et Evangelina, dont le dernier connaît un grand succès à Milan et à Bologne. Tarass Bulba, son troisième opéra, a été joué pour la première fois au Teatro Regio de Turin. 
De retour dans son pays natal en 1896, il a poursuivi la composition des opéras qu'il avait déjà commencés en Europe sur des livrets aux thèmes sud-américains. Il est devenu le compositeur d'opéra argentin le plus important de la fin du XIXe et du début du XXe siècle. Les opéras Pampa, Yupanki, Khrysé et Horrida Vox ont été créés à Buenos Aires.
Khrysé est unanimement considéré comme son meilleur opéra. Au début du XXe siècle, il termine l'opéra Los héroes, commandé par le gouvernement argentin pour être joué lors des célébrations du centenaire de l'indépendance du pays en 1910. L'opéra n'a été terminé qu'en 1919. En 1910, au lieu de cet opéra, a été joué Rigoletto. 
Il est également l'auteur d'une symphonie, de plusieurs suites et de six ouvertures pour grand orchestre. Il a aussi écrit quelques sonates pour piano et violon et un grand nombre de pièces libres pour chant et instruments divers.
Il est le créateur du théâtre lyrique national en Argentine, avec son opéra Pampa, qui a été très applaudi et très discuté. Il a contribué à la fondation des écoles de chant choral et de danse du Teatro Colón (Buenos Aires). Il a fait partie de diverses sociétés musicales et autres, nationales et étrangères.

## Principales œuvres

### Opéras
- Vendetta, opéra in trois actes, livret de Domenico Crisafulli 1892 ;
- Evangelina, idylle dramatique en trois actes basé sur le roman de Henry Longfellow, livret d'Alessandro Cortella 1893[3] ;
- Taras Bulba, opéra dramatique en quatre actes, basé sur le roman de Nicolas Gogol, livret de Guglielmo Godio, 1895 ;
- Pampa, opéra dramatique en trois actes basé sur Juan Moreira, de Eduardo Gutiérrez (de), livret de Guido Barra 1897 ;
- Yupanki, opéra dramatique en trois actes, avec un livret de Vicente Fidel López, 1899 ;
- Khrysé, opéra dramatique avec un livret de Giuseppe Paolo Pacchierotti basé sur le roman de Pierre Louÿs, Aphrodite, 1902 ;
- Nox horrida, opéra, 1908 ;
- Gli Eroi (Los héroes), opéra avec un livret de Vicente Fidel López, commandé pour 1910, terminé en 1919.

### Autres œuvres
- Nostalgia llanera, piano
- Semblanza, piano
- Soñándote, piano

## Astéroïde
L'astéroïde (3179) Beruti découvert à l'observatoire de La Plata porte le nom du compositeur.